# 上海春秋国际旅行社
上海春秋国际旅行社（集团）有限公司简称春秋国旅，是中華人民共和國上海市的一家民營旅行社，也是春秋航空的母公司。

## 历史
成立于1981年，下轄旅游、航空、酒店预订、机票等業務。
2016年2月，上海迪士尼公布首批30家合作旅行社，上海春秋国际旅行社入选。同年入选“2016年中国旅游集团20强”。